# Ісальсу
Ісальсу, Іцальцу (ісп. Izalzu, баск. Itzaltzu) — муніципалітет в Іспанії, у складі автономної спільноти Наварра. Населення — 46 осіб (2009).
Муніципалітет розташований на відстані близько 350 км на північний схід від Мадрида, 49 км на схід від Памплони.

## Демографія
Динаміка населення (INE ):